# La Zaidía
La Zaidía (en valenciano, la Saïdia) es el nombre que recibe el distrito número 5 de la ciudad de Valencia (España). Limita al norte con Benicalap y Rascaña, al este con Benimaclet y El Pla del Real, al sur con Ciutat Vella y al oeste con Campanar. Está compuesto por cinco barrios: Marchalenes, Morvedre, Trinidad, Tormos y San Antonio. Su población censada en 2022 era de 47.013 habitantes según el Ayuntamiento de Valencia.
En la calle Llano de la Zaidía con la calle de la Visitación se encuentra el histórico Arco de la Torreta, que marca una de las entradas principales al barrio.

## Toponimia
El topónimo Zaidía deriva del palacio que tuvo el rey andalusí Seít abú Zaíd en el emplazamiento en que posteriormente se construiría el convento de Gratia Dei, también conocido como de la Zaidía.